# Waldemar Haberey
Waldemar Haberey (* 4. Dezember 1901 in Hohrodberg, Reichsland Elsaß-Lothringen; † 4. April 1985 in Bonn) war ein deutscher Archäologe.

## Wirken
Er erwarb zunächst einen Abschluss als Ingenieur und war danach, obwohl ohne akademischen Abschluss in Archäologie, ab 1929 an der römisch-germanischen Abteilung des Wallraf-Richartz-Museums in Köln, von 1935 bis 1937 am Römisch-Germanischen Zentralmuseum in Mainz und von 1937 bis zu seinem Ruhestand 1966 am Rheinischen Landesmuseum Bonn tätig, zuletzt als Obermuseumsrat.
Haberey erforschte den Verlauf der römischen Wasserleitung aus der Eifel nach Köln. Ein weiteres Spezialgebiet war das antike Glas. Er verfasste Bücher über die Bonner Südstadt und Jugendstil-Glasfenster in Bonn.

## Ehrungen
- 24. Juni 1982: Bundesverdienstkreuz am Bande[1]
- Medaille für Rheinische Kulturpflege
- 1977: Frontinus-Medaille der Frontinus-Gesellschaft
- Ehrengrab auf dem Poppelsdorfer Friedhof

## Veröffentlichungen (Auswahl)
- mit Werner Buttler: Die bandkeramische Ansiedlung bei Köln-Lindenthal (= Römisch-Germanische Forschungen. Band 11). Walter de Gruyter, Berlin/Leipzig 1936 (Digitalisat).
- Die römischen Wasserleitungen nach Köln. Die Technik der Wasserversorgung einer antiken Stadt (= Kunst und Altertum am Rhein. Nr. 37). Rheinland-Verlag, Köln 1971, ISBN 3-7927-0146-4.
- Die römische Eifelwasserleitung nach Köln. In: Nordöstliches Eifelvorland – Euskirchen, Zülpich, Bad Münstereifel, Blankenheim. Teil I: Einführende Aufsätze (= Führer zu vor- und frühgeschichtlichen Denkmälern. Band 25). Verlag Philipp von Zabern, Mainz am Rhein 1974, S. 79 ff.
- mit Vilma Sturm: Bonner Bürgerhäuser. Bonn 1976.
- mit Suzanne Beeh, Johannes Ralf Beines: Farbfenster in Bonner Wohnhäusern. Rheinland-Verlag, Köln 1979, ISBN 3-7927-0333-5.